# Station marine d'Arcachon
La station marine d'Arcachon est une station de biologie marine fondée en 1867 par Gustave Hameau et Xavier Mouls.

## Histoire

### Fondation et premières années
La station est fondée au sein du nouveau Musée-Aquarium d'Arcachon par Jean Gustave Hameau, médecin et maire de la Teste-de-Buch, fils de Jean Hameau, et Xavier Mouls, premier curé de la paroisse d'Arcachon, tous deux membres importants de la jeune Société scientifique d'Arcachon fondée quatre ans auparavant par Mouls.
Dans les années 1880, la station agrandit ses laboratoires en faisant construire de nouveaux bâtiments contenant des salles de travail, ainsi que des chambres pour héberger des chercheurs.

### Rattachement à l'université de Bordeaux
À partir de 1891, la station est rattachée à l'université de Bordeaux et dorénavant dirigée par un professeur de la faculté de médecine ou de la faculté des sciences.
Dès cette époque, la station est le lieu de recherche sur la biologie du système nerveux des poissons et notamment de la torpille. Des études sur la conduction du nerf y sont réalisées dès 1882.
En 1909 commence la publication du Bulletin de la station biologique d'Arcachon, qui se poursuivra jusqu'en 1991.

### L'arrivée d'Alfred Fessard
En 1928, la station est rattachée à l'École pratique des hautes études.
Dans les années 1940 Alfred Fessard, David Nachmansohn et Wilhelm Feldberg y  étudient la nature de la transmission nerveuse à l'organe électrique de la torpille marbrée,, dont ils démontrent la nature cholinergique.
Par la suite, Fessard, désormais directeur de l'Institut Marey et Ladislav Tauc  y reprennent l'étude neurologique des aplysies, entamée à Tamaris dans les années 1930 par Angélique Arvanitaki, désormais elle-même à l'institut océanographique de Monaco.
L'étude sur la torpille est poursuivie dans les années 1960 par Victor P. Whittaker qui se rend à son tour à la station pour en étudier l'organe électrique. Les années 1970 connaissent une profusion d'études sur la torpille à la suite des travaux de Jean Cartaud et Jean-Pierre Changeux.